# Manejo de cuencas hidrográficas

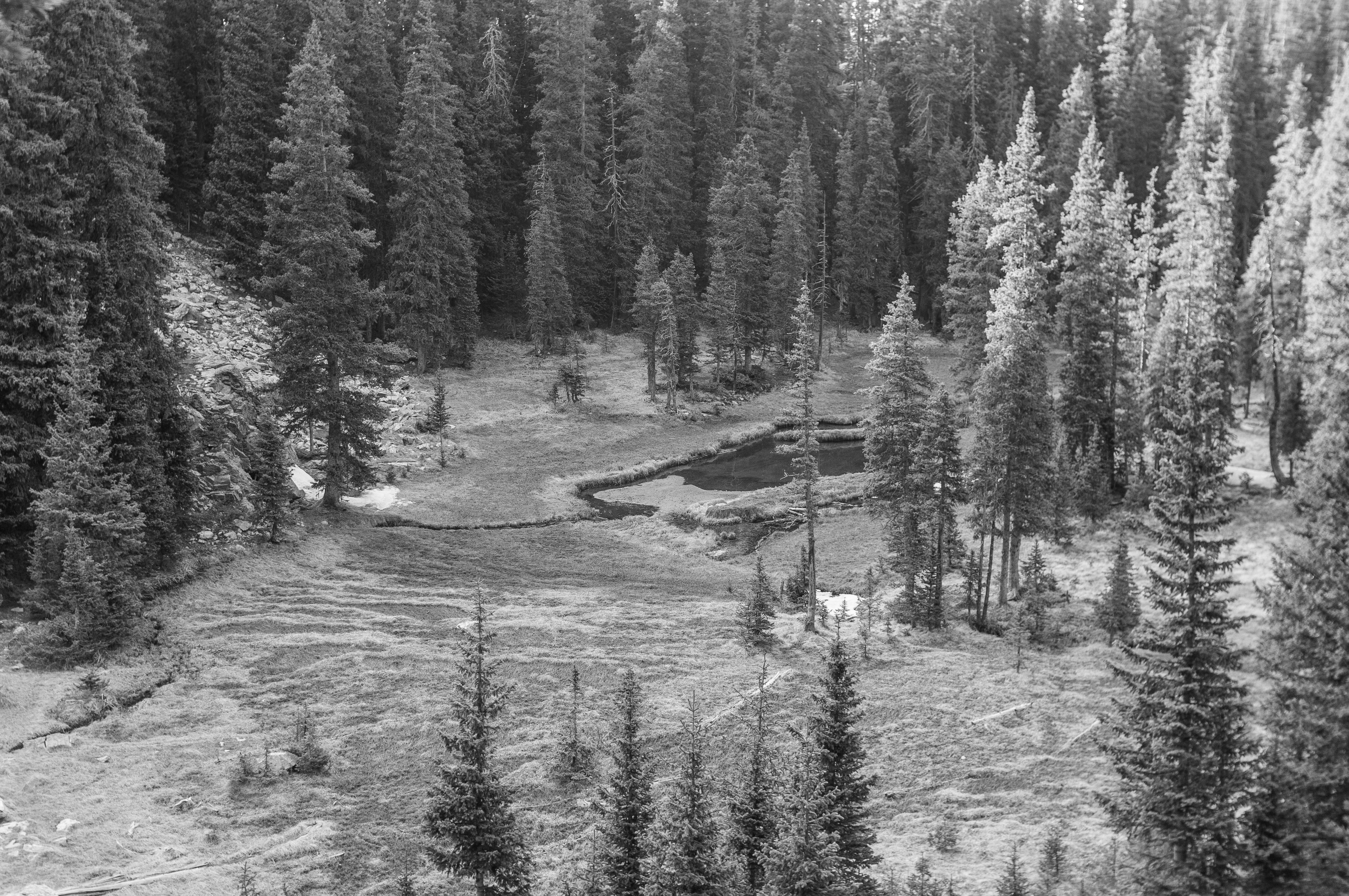
Desemboque de ríos a una fuente de cuencas

El término manejo de cuencas comienza a aplicarse en forma relativamente extendida en América Latina y El Caribe a finales de la década de 1960. Proviene de una traducción libre y literal del término acuñado en los Estados Unidos de Watershed Management que, según la literatura, se inicia en los años 1930.
El objetivo inicial que se buscaba en los programas de manejo de cuencas era controlar la descarga del agua captada por las cuencas en cantidad, calidad y tiempo de ocurrencia. En los Estados Unidos las técnicas de manejo de cuencas se aplicaban mayormente en las cuencas de montaña, zonas dedicadas a bosques y pastos poco habitados y con precipitación nival.
La gestión de cuencas hidrográficas se ocupa de la administración, investigación, análisis, diagnóstico y ejecución de medidas multidisciplinarias dentro de una cuenca hidrográfica de un cuerpo de agua delimitado por cuencas hidrográficas naturales.
Gestión integrada de cuencas hidrográficas, gestión óptima de los recursos naturales, incluidos el agua, la agricultura y la silvicultura, la conservación de la naturaleza, la planificación urbana, la infraestructura, la planificación y el desarrollo regionales, las interacciones a través de los fenómenos microclimáticos locales y el cambio climático global previsto.  también analiza las condiciones económicas y sociales, incluyendo los diversos actores que tienen un impacto en los diversos recursos naturales dentro del área de influencia. Incluye la Gestión integrada de recursos hídricos (GIRH), en inglés Integrated Water Resources Management (IWRM)
Para poder llevar a cabo una gestión exitosa de la cuenca, son necesarios  grupos de trabajo multidisciplinares dentro de la cuenca, con expertos de las más variadas disciplinas, los cuales capten y analicen las relaciones internas y desarrollen e implementen estrategias para lograr un desarrollo regional óptimo a largo plazo. Se requiere cooperación multidisciplinaria para una gestión y procesamiento eficientes dentro de la unidad territorial, donde están ocurriendo e interactuando los más diversos fenómenos naturales, sociales y  económicas, en una red de interdependencias con múltiples interacciones entre todos
Este principio básico también se exige en la Directiva marco europea sobre el agua 2000/60 / CE de 2000

## Historia
Las técnicas eran vinculadas al manejo forestal, manejo de pastos, manejo de nieve, control de freatofitas y en general todo lo que permitía tener cierto control sobre la escorrentía. Lo usual era buscar retardar la escorrentía con lo cual se controlaba también la erosión de suelos. Sin embargo, las técnicas de manejo de cuencas pueden aplicarse para cualquier objetivo vinculado a obtener efectos deseados sobre la descarga de agua, su calidad y el tiempo o momento en que ocurre. 
El hecho que se manejaban cuencas de alta montaña en los Estados Unidos (Rocosas, Apalaches principalmente en un inicio) origina que esta especialidad se desarrolle en las escuelas forestales y se vinculaba casi exclusivamente a hidrología forestal. Cuando esta especialidad llega a América Latina era poco lo que se podía aplicar de las técnicas importadas. Las zonas de alta montaña de la región Latino Americana y del Caribe, salvo las ubicadas muy al sur en Chile y Argentina, se encuentran altamente pobladas y cultivadas. Ello implica que el concepto de manejo de cuencas evoluciona a un enfoque más complejo. Primero se orienta al manejo agro silvo pastoril, es decir con fines de conservación y producción, y se recurre al uso de técnicas de conservación de suelos. En otros casos hay programas muy enfocados a la protección y el control del efecto de fenómenos extremos y, más recientemente, a la mejora de la calidad del agua. En algunos países, como en el Perú y Bolivia, se reconoce que las técnicas de manejo de cuencas ya eran ampliamente aplicadas desde períodos pre incaicos. 

## Principios del manejo multidisciplinario de cuencas hidrológicas
La gestión multidisciplinar de cuencas fluviales se basa en los siguientes 6 principios.
- (1) Enfoque multidisciplinario: Las interacciones entre los diversos recursos naturales (clima, aire, agua, cubierta vegetal, suelo, topografía, subsuelo geológico) y los impactos humanos (agua y sistemas de uso de la tierra, asentamientos, infraestructura, minería, desechos, contaminantes, marco social, económico y legal, grupos de interés, usuarios de diferentes recursos naturales interesadas) deben ser identificados, analizados y reconciliados.
- (2) Administración y Manejo según cuencas naturales de ríos o arroyos: Los límites son los parteaguas naturales, sin considerar límites político-administrativos artificiales
Esta complicada red de interacciones mutuas y enlaces múltiples tiene lugar dentro de las cuencas naturales, en todas las escalas. Por lo tanto, estos no deben estar separados por fronteras políticas artificiales. Tienen que ser estudiados, digitalizados, analizados, procesados y gestionados en su totalidad (como lo hace el médico con todo el cuerpo humano). Las múltiples interacciones mutuas entre el clima, la agricultura, la silvicultura y la gestión del agua, la conservación de la naturaleza, la gestión de contaminantes, la minería, la planificación urbana y regional, el desarrollo social y económico son una realidad y ocurren dentro de las cuencas naturales. Y tienen que ser administrado y manejado independiente de las fronteras políticas de todo tipo y categoría, sea por forma de tenencia de tierra, comunales, municipales, estatales o nacionales, los cuales por lo general forman un obstáculo en la búsqueda de soluciones óptimas.
- (3) Adaptación a las condiciones locales: Para cada subárea de captación, por pequeña que sea, y aquí dentro de esta cada unidad ambiental (territorio con la misma cobertura vegetal o uso del suelo, el mismo tipo de suelo, la misma pendiente), la El "traje a medida" debe diseñarse y adaptarse a las condiciones locales precisas, y puede ser muy variable dentro de una microcuenca pequeña, dependiendo a las condiciones locales naturales, sociales, legales y factibilidades económicas presentes.
- (4) Trabajo y presencia permanente del equipo de expertos multidisciplinarios en el manejo de recursos naturales en todas las cuencas hidrológicas mayores, dependiendo de las necesidades también en subcuencas de menor tamaño, hasta en microcuencas prioritarias, como ejemplo en la cuenca de la presa Valle de Bravo, que abastece la Ciudad de México con agua a través del sistema Cutzamala.
- (5) Sensibilización, participación y cooperación de la población
Es necesario sensibilizar a los diferentes grupos de población, especialmente a los agricultores, profesionales regionales que trabajan con los recursos naturales, organizaciones gubernamentales y no gubernamentales de la protección del medio ambiente, además propietarios de tierras, empresas, municipios, todos los diversos grupos que manejan los recursos naturales. Para establecer políticas sobre la agricultura, silvicultura, manejo de los recursos hidráulicos y así la conservación de la naturaleza. Incluye también la minería, el desarrollo industrial, infraestructura y urbanización. Todos estos diversos grupos de interés que utilizan los recursos naturales; para que participen activamente en todos los procesos de gestión. Deben ser organizados en comisiones de cuenca especialmente formadas, para activamente en la administración, rehabilitación, distribución y gestión de la cuenca de los ríos y arroyos. También es importante sensibilizar a la población local, específicamente a los niños y jóvenes, para que conozcan y se identifiquen con su “cuenca”, para que también se involucren en los procesos de planificación y toma de decisiones. Ellos son los beneficiarios directos, los que mantendrán viva la gestión de los recursos naturales a largo plazo. Esto se aplica en particular a los jóvenes: “La gestión de los recursos naturales en las cuencas de los ríos” debería ser una materia obligatoria para los futuros graduados de la escuela secundaria, junto con “Fundamentos de meteorología y cambio climático”, ya que los dos están entrelazados. Porque el manejo de multidisciplinario de cuencas hidrológicas forma uno de los varios pilares en la estrategia de adaptación y mitigación del cambio climático.
- (6) Formación de comisiones federales de cuencas fluviales
Organización de los distintos actores y beneficiarios de los recursos naturales en Comisiones y Organismos de Cuenca, independientes de las fronteras políticas pero dentro de la cuenca natural, que junto con el grupo de expertos participen activamente en la gestión; distribución ordenada y gestión sostenible. Esto se aplica a todas las cuencas hidrográficas o secciones de cuencas hidrográficas independientes de la escala, dependiendo de las necesidades y problemas específicas, de la densidad de población. 

### Enfoque actual
Con el tiempo el enfoque de manejo de cuencas se asocia a temas de [gestión ambiental], de ordenación del territorio, de desarrollo regional y de gestión ambiental integrada y, por último, de todas las acciones orientadas al mejoramiento de la calidad de vida de los habitantes de una cuenca. Cabe recordar que lo que se debe “manejar” primero no es la cuenca en sí, sino las intervenciones que el ser humano realiza en la misma, considerando el efecto que dichas intervenciones ocasionan en la dinámica de la cuenca.
Hoy en día el término manejo de cuencas tiene un amplio rango de acepciones por lo que es necesario informarse en cada caso sobre los objetivos de los programas que se desarrollan bajo esta denominación. En los Estados Unidos y en muchos otros países las técnicas de manejo de cuencas están ahora fuertemente orientadas a proteger la calidad del agua. En la región la primera reunión sobre manejo de cuencas fue auspiciada por la FAO y se realizó en Argentina en 1970. La FAO también fomentó la organización de la Red Latinoamericana de Manejo de Cuencas. La CEPAL también contribuyó a debatir el tema. Hoy en día hay una gran cantidad de programas universitarios así como proyectos y programas denominados de manejo de cuencas, que se llevan a cabo en la región auspiciadas por diferentes organizaciones, cada cual fijando sus objetivos y alcances. Será conveniente que sistemas como la red Latinoamericana adoptaran una terminología y definiciones consensuadas sobre el tema.

### Comunidad Europea
Desde el 23 de octubre del año 2000 se creó la Directiva Marco del Agua (DMA) de la Comunidad Europea, una norma del Parlamento Europeo y del Consejo de la Unión Europea para la política del manejo de agua, promoviendo su uso sostenible que garantice la disponibilidad del recurso natural a largo plazo. En esta se retoma la necesidad del manejo de cuencas hidrográfico como principio básico en la política adecuada del manejo de recursos naturales (Artículo 3 del DMA). ..

### México
En el Artículo 5  la Ley de Aguas Nacionales (LAN) del 06-01-2020 de México se determina " ...la coordinación de la planeación, realización y administración de las acciones de gestión de los recursos hídricos por cuenca hidrológica o por región hidrológica será a través de los Consejos de Cuenca,.."  , lo que se incluye el enfoque del manejo del recurso hídrico por cuencas en México. Los "consejos de cuencas son órganos mixtos entre (a) usuarios del agua, (b) los tres niveles de gobierno: federal, estatal y municipal. y (c) los ciudadanos en general. La cuenca, conjuntamente con los acuíferos son la unidad territorial básica para la gestión de los recursos hídricos.

## Programas digitales de modelación de cuencas
Existen varios programas digitales para el modelado de áreas de captación pequeñas y grandes, que están sujetos a un constante desarrollo y mejora. Cabe mencionar aquí:
SWAT = Soil and Water Assessment Tool (Herramienta para la evaluación del suelo y el agua), acceso directo aquí, la base teórica aquí y aquí. Se ofrecen cursos y se pueden descargar los distintos programas.
HEC-HMS = Hydrologic Enineering Center - Hydrologic Modelling System (Centro de Ingeniería Hidrológica - Sistema de Modelado Hidológico), desarrollado en el Cuerpo de Ingenieros del Ejército de EE. UU., Centro de Ingeniería Hidrológica). Acceda aquí, y aquí  Se ofrecen cursos.
La FAO (Organización de las Naciones Unidas para la Agricultura y la Alimentación) ofrece otros programas, donde también se pueden descargar programas.
Más conceptos básicos teóricos, especialmente para la determinación de la erosión del suelo (RUSLE - Ecuación de pérdida de suelo universal revisada) aquí:, incluido un programa digital, que incluye cursos de capacitación avanzados y para descargar